# バルバラ・シフィオンテク
バルバラ・シフィオンテク＝ジェラズナ（ポーランド語: Barbara Świątek-Żelazna, 1937年4月24日 - ）は、ポーランド出身のフルート奏者。
ノヴィ・ヴィシニチの生まれ。クラクフ音楽院でヴァツラフ・フジャックにフルートを学び、パリ音楽院でもガストン・クリュネルの薫陶も受けた。1959年ウィーン国際音楽コンクールのフルート部門で3位、1961年のウッチ国際古楽コンクールで３位に入賞し、1962年のヘルシンキ国際音楽コンクールで銅メダルを授与された。1964年のワルシャワの秋音楽祭の開催中にオルフェウス賞を受賞し、フルート奏者としての名声を確立。室内楽の方面でも、MW2アンサンブル、ワルシャワ・ハープ・トリオやバロック三重奏団のメンバーとして活躍し、1974年にクラクフ市から顕彰された。
1965年から母校のクラクフ音楽院で後進の指導を行うようになり、1981年から管・打楽器およびアコーディオンのコースの主任教授となった。1999年から2002年まで同音楽院の院長を歴任している。